# 刺胞動物門
刺胞動物門（學名：Cnidaria）又名刺胞動物門，泛称刺胞类，是真后生动物亚界下的一个门，有約1.6萬個物种，包括水母、水螅、珊瑚、海葵等動物，皆生活於水中（包括淡、海水或其他鹹水棲境）。
刺胞動物曾經和櫛水母一起組成腔腸動物門，但隨着對這兩種動物的差異的認識，愈來愈多學者同意應該將櫛水母從刺胞動物獨立出來。
近期的系统发生学分析支持刺胞動物是一個单系群，而且與两侧对称动物是姐妹群關係。在大約5.8億年前形成的岩石中發現了刺胞動物的化石，其他化石表明珊瑚可能在4.9億年前左右才出現，並在幾百萬年後出現多樣化。然而，線粒體基因的分子鐘分析表明，冠群的年齡要大得多，估計大約有7.41億年前，在寒武紀以至任何化石出現的時期還要早2億年。
刺絲胞动物有如下特点：
- 大部分為肉食性，少部分種類獲得能量來自於體內共生生物行光合作用得來的。
- 其躯干呈辐射对称，水生，大多固着生活
- 体壁由两层细胞组成，表皮和肠表皮，两者之间有一层凝胶状的中胶层，起支持作用。
- 有肠腔，有一围口部（Peristom），既是口也是肛门。
- 有超过20种的刺细胞又称刺絲胞，其中含有刺丝囊。刺丝囊一端的鬃样突起的刺针，受刺激时，激起刺丝囊排空。刺絲胞的表面有突出，胞体内有棍状结构。刺胞内有高尔机体分泌物质，在压力作用下会释放。
- 在肠腔中进行胞外消化
- 弥散的神经系统，呈网状，稱神經網（nerve net）
- 水母体有感觉器官，能感受光和重力
- 有雌雄同體或異體

## 外部連結
- 維基物種上的相關：刺胞動物門